# Ударно-хвильова дія на привибійну зону пласта
Ударно-хвильова дія на привибійну зону пласта — фізичний метод підвищення нафтовилучення з продуктивного пласта.

## Загальний опис
Технологія ударно-хвильової та депресійно-репресійної дії сприяє відновленню фільтраційних властивостей привибійної зони нафтоносного пласта та капілярної системи загалом.
Зокрема, ударно-хвильова дія на привибійну зону пласта дає змогу:
- — зруйнувати кольматаційні відкладення у привибійній зоні пласта;
- — зруйнувати газогідратні пробки;
- — одночасно впливати не тільки на при вибійну зону пласта, але частково і на продуктивний пласт, що активізує нерухомі та малорухомі цілики нафти;
- — вибірково впливати на певні інтервали пласта під час обробки неоднорідних за проникністю пропластків;
- — періодично повторювати обробку привибійної зони свердловин за вибраною програмою для зміни напрямів фільтраційних потоків у пласті;
- — проводити одно- або двостадійні реагентно-імпульсні обробки для збільшення зони охоплення газонасиченої частини пласта процесом газовилучення;
- — за короткий інтервал часу виконувати масові обробки привибійних зон свердловин у межах кожної характерної ділянки родовища для отримання максимального сумарного технологічного ефекту.

Ударно-хвильова дія передбачає два види ефектів:
- — покращення флюїдопроникності у привибійній зоні свердловини;
- — дальній вплив на продуктивний пласт залежно від складу колектора на відстані до 2 км від джерела пружних коливань (за томографією).

Ефекти ближньої дії проявляються в очищенні привибійної зони від кольматаційних відкладень, що виникли у процесі буріння та експлуатації свердловини, та руйнуванні газогідратних корків.
Ефекти дальньої дії проявляються у збільшенні рухомості вуглеводнів у пласті, що обумовлюється вивільненням пружної енергії, накопиченої в самому пласті та бокових породах. Остання накопичується внаслідок зміни порового тиску у пласті та пов'язаних з цим змін у напружено-деформованому стані гірського масиву.
Розглянувши процеси у пласті з цих позицій, можемо помітити, що пружні хвилі, які збуджуються ударно-хвильовим методом, лише ініціюють процес розрядки напружень у гірському масиві навколо джерела, який протікає у відносно повільному режимі. Процес перерозподілу напружень, що відбувається в імпульсному режимі протягом тривалого часу і супроводжується генеруванням пружних хвиль із частотою, характерною для цих порід, активізує нерухомі та малорухомі цілики вуглеводнів на площі, яка охоплена процесом перерозподілу напружень.
Сприятливими для прояву ефектів дальньої дії при ударно-хвильовій обробці пласта є:
- — велика продуктивна потужність пласта;
- — наявність неоднорідностей різного типу (фізичних властивостей, будови пласта, виклинювань, скидань, депресійних та репресійних воронок тиску тощо);
- — значні зміни порового тиску у процесі розробки родовища;
- — обводненість.

Зазначені чинники сприяють процесу накопичення пружної енергії та додаткових напружень у зонах, охоплених ударно-хвильовою дією. Важлива відмінність цих зон від інших ділянок продуктивного пласта полягає у так званих воронках депресії, тому правомірно зробити висновок, що незалежно від чинника, що обумовлює прояв ефектів ударно-хвильової дії в цих зонах (підвищена швидкість фільтраційних потоків, підвищення концентрації напружень у породі тощо), збільшення розмірів воронки депресії буде сприяти зростанню площі активізації запасів вуглеводнів навколо видобувної свердловини.
Як джерело ударно-хвильової дії використовують електророзрядні та ультразвукові свердловинні пристрої.

## Впровадження технології
За період упровадження технології на родовищах ПАТ «Укрнафта» у 2008—2014 роках проведено 42 свердловино-операції. Додатково видобуто 11 252 т нафти та 2 490 тис. м3 газу. Додатковий річний видобуток по НГВУ «Чернігівнафтогаз»
складав:
- нафти — 303—2727 т;
- газу — 14 — 687 тис. м3.

Загалом за 2008—2014 рр. — нафти 11 252 т; газу 2 490 тис. м3..